# Disputa energética entre a Rússia e a Bielorrússia de 2007

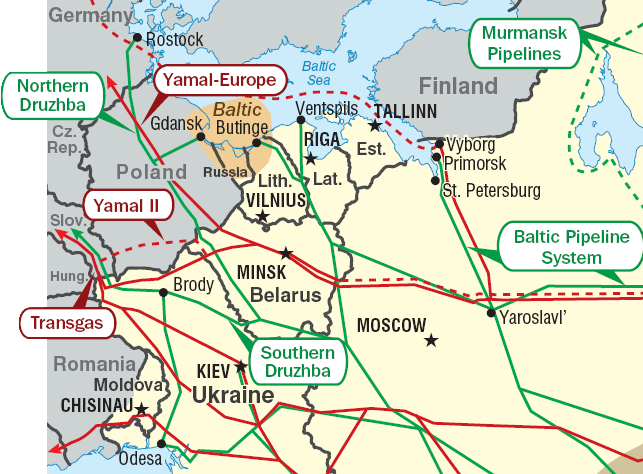
Oleoduto de Drujba, que sai da Rússia e cruza a Bielorrússia até outros países europeus.

A disputa energética entre a Rússia e a Bielorrússia de 2007 ocorreu quando a fornecedora estatal russa de gás natural, Gazprom, exigiu um aumento nos preços cobrados pelo gás pagos pela Bielorrússia, tradicional aliado de Moscou e que forma uma união estatal com a Rússia. O conflito se acirrou em 8 de janeiro de 2007, quando a empresa estatal russa Transneft parou de bombear petróleo para o oleoduto de Drujba, que corta a Bielorrússia, porque esta estaria desviando petróleo do duto sem um acordo mútuo. Em 10 de janeiro, a Transneft voltou a bombear petróleo para o oleoduto, após a Bielorrússia ter parado de cobrar a tarifa que motivou a interrupção do fornecimento, apesar de mensagens conflitantes das partes que participavam das negociações.
O oleoduto de Drujba, o maior do mundo, é responsável pelo fornecimento de cerca de 20% de todo o petróleo da Alemanha, e também abastece a Polônia, Ucrânia, Eslováquia, República Tcheca e Hungria.